# مدام دو مانتينون
دو مانتينون ( 1635 م - 1719 م ) .

محظية فرنسية وزوجة الملك لويس الرابع عشر .
كان اسم مدام دو مانتينون الأصلي فرانسواز دوبين ، قضت معظم صباها في الدير . وقد استرعت انتباه الملك لويس الرابع عشر الذي سرعان ما وقع في حبها . وقد مكّنها من شراء عقار في مقاطعة مانتينون ، ورفعها إلى رتبة مركيزة . وتوفيت زوجته في سنة 1683 م ، فتزوج بعد سنتين بفرانسواز سراً . وبقيا معاً طوال حياة الملك الشمس .

وكان لمدام دو مانتينون تأثير ونفوذ قويان على الملك الفرنسي في الشئون السياسية ، ولكن ليس ثمة دليل مؤكد على تدخلها لغير مصلحة فرنسا أو أي دليل قاطع على دورها في أضعاف فرنسا .

## روابط خارجية
- مدام دو مانتينون على موقع الموسوعة البريطانية (الإنجليزية)